# Antoni Maślanka
Antoni Maślanka (ur. 13 czerwca 1852 w Zubrzy, zm. 2 lutego 1923 w Zubrzy) – polityk narodowo-demokratyczny, poseł do austriackiej Rady Państwa.
Syn Wojciecha, odziedziczył po ojcu gospodarstwo w Zubrzy. Ukończył szkołę realną we Lwowie. Wójt Zubrzy pod Lwowem. Członek Stronnictwa Narodowo-Demokratycznego. Prezes Kółka Rolniczego w Zubrzy. Był z wyboru członkiem Zarządu Głównego Towarzystwa Kółek Rolniczych w Galicji (1905-1909). W Zubrzy od 1908 prowadził wraz ze swym bratem Kazimierzem czytelnię Towarzystwa Szkoły Ludowej.
Poseł do austriackiej Rady Państwa XI kadencji (20 maja 1907 – 30 marca 1911) wybrany został w okręgu wyborczym nr 64 (Lwów-Szczerzec). Mandat otrzymał po rezygnacji Dawida Abrahamowicza – który wygrał wybory w dwóch okręgach i ostatecznie wybrał ten z okręgu nr 34 (Rozdół-Żydaczów).
W latach 1922–1923 rzeczoznawca ds. wywłaszczeń na rzecz kolei.
Ożenił się w 1876 z Marią z Łężnych, mieli pięciu synów i trzy córki.